# Alfredo V. Bonfil, Ocozocoautla de Espinosa
Alfredo V. Bonfil är en ort i Mexiko.   Den ligger i kommunen Ocozocoautla de Espinosa och delstaten Chiapas, i den sydöstra delen av landet, 700 km sydost om huvudstaden Mexico City. Alfredo V. Bonfil ligger 782 meter över havet och antalet invånare är 485.
Terrängen runt Alfredo V. Bonfil är huvudsakligen kuperad, men österut är den bergig. Runt Alfredo V. Bonfil är det ganska glesbefolkat, med 47 invånare per kvadratkilometer. Närmaste större samhälle är Nuevo México, 5,5 km öster om Alfredo V. Bonfil. I omgivningarna runt Alfredo V. Bonfil växer huvudsakligen savannskog.